# Bederslev Sogn
Bederslev Sogn er et sogn i Bogense Provsti (Fyens Stift).
I 1800-tallet var Bederslev Sogn anneks til Nørre Næraa Sogn. Begge sogne hørte til Skam Herred i Odense Amt. Nørre Næraa-Bederslev sognekommune blev ved kommunalreformen i 1970 indlemmet i Otterup Kommune, der ved strukturreformen i 2007 indgik i Nordfyns Kommune.
I Bederslev Sogn ligger Bederslev Kirke.
I sognet findes følgende autoriserede stednavne:
- Bederslev (bebyggelse, ejerlav)
- Dalene (areal)
- Pugholm (bebyggelse, ejerlav)
- Vellinge (bebyggelse, ejerlav)
- Vellinge Huse (bebyggelse)